# Frano Bonačić
Frano Bonačić (Milna na Braču, 17. veljače 1724. – Nerežišća, 16. lipnja 1788.), svećenik-pravnik. 

## Životopis
Učio je sve škole u Rimu završivši ih s doktoratom prava i bogoslovlja, kao i brat mu Jerolim Blaž. Službovao je u Zavodu svetog Jeronima u Rimu, Splitu, Hvaru i u Nerežišću na Braču. Hvale ga kao dobrog propovjednika, odličnog pravnika u najzamršenijim crkvenim poslovima, pa i kao orguljaša. Iza njega je ostalo u rukopisu više pravnih rasprava, osim ostaloga O desetinama.